# David Bowie: Black Tie White Noise
David Bowie: Black Tie White Noise — документальный фильм 1993 года, приуроченный к выпуску одноимённого альбома Дэвида Боуи. Фильм был призван заменить полноценный концертный тур, который нужно было бы организовывать для раскрутки пластинки. Он был снят Дэвидом Маллетом, давним соратником Боуи, и первоначально выпущен на VHS.
Релиз представляет собой гибрид документального фильма, музыкального фильма и компиляции музыкальных видео. Таким образом, он продолжает линию сразу нескольких аудиовизуальных проектов Боуи: документальных фильмов, начинающихся с Cracked Actor (1975); музыкальных фильмы, начинающихся с Love You till Tuesday (1969); и сборников музыкальных видеоклипов, начиная с Video EP (1983).

## Создание
Основная часть фильма была снята в субботу, 8 мая 1993 года, на студии Hollywood Center Studios в Лос-Анджелесе. Она состоит из интервью с Боуи, закулисных съемок о создании альбома, кадров о создании музыкального клипа «Miracle Goodnight» и исполнения некоторых треков из альбома под фонограмму. В примечаниях на обложке упоминается, что телевизионная версия проекта также включает видео на «Don’t Let Me Down & Down» с сопроводительным монологом, но оно было исключено из всех последующих релизом фильма на домашнем видео. Однако впоследствии видео (с монологом) просочились в сеть.
Выпущенный на видеокассете в 1993 году, фильм также включает в себя три полнометражных музыкальных клипа, снятых на альбомные синглы. Они демонстрируются по окончании основного фильма.

## Формат
David Bowie: Black Tie White Noise представляет собой гибрид документального фильма, музыкального фильма и компиляции музыкальных видео. Он продолжает линию фильмов Cracked Actor (1975) и Ricochet (1984), созданных при участии Боуи. Помимо этого расширяет линию аудиовизуальных релизов, которые изначально были задуманы как фильмы — видео в более широком кинематографическом контексте или коллекции музыкальных клипов, созданных как единый проект, или смесь того и другого, развивая идею Love You till Tuesday (1969). Поскольку формат домашнего видео подразумевает сборники видеоклипов, снятых для альбомных синглов, фильм также продолжает линию компиляций музыкальных видео Боуи, таких как Video EP (1983) и Day-In Day-Out (1987).

## Переиздание
DVD-версия фильма была выпущена в 2001 году в некоторых странах Дальнего Востока. В 2003 году DVD был ремастирован и включен в переиздание Black Tie White Noise на CD, посвященном 10-летию EMI. Официальная DVD-версия фильма была выпущена в 2003 году.

## Содержание
В релизах на VHS / LD номера треков присваиваются только основным музыкальным номерам; интервью с Боуи, перемежающиеся между ними, не пронумерованы. В юбилейной версии Black Tie White Noise, и переиздании DVD 2003 года количество глав было увеличено за счет включения в них интервью между песнями. Список ниже отражает релиз 2003 года.
1. «Introduction»
2. «With Lester Bowie»
3. «On Reeves Gabrels»
4. «You’ve Been Around»
5. «Expanding and Experimenting»
6. «Nite Flights»
7. «Otherness»
8. «Miracle Goodnight»
9. «On Marriage»
10. «Black Tie White Noise»
11. «With Mick Ronson»
12. «I Feel Free»
13. «With Nile Rodgers»
14. «I Know It’s Gonna Happen Someday»
15. «Miracle Goodnight» (promo video)
16. «Jump They Say» (promo video)
17. «Black Tie White Noise» (promo video)
18. «Credits»